# Saint-Anicet
Saint-Anicet är en kommun i provinsen Québec i Kanada. Den ligger i regionen Montérégie, i den sydöstra delen av landet, 110 km öster om huvudstaden Ottawa.